# Búrfjöll
Búrfjöll är en bergskedja i republiken Island. Den ligger i regionen Norðurland vestra, 140 km nordost om huvudstaden Reykjavík.